# NGC 2944-2
NGC 2944-2 (другие обозначения — UGC 5144, IRAS09363+3232, MCG 6-21-67, KUG 0936+325B, ZWG 181.78, Z 0936+3233, VV 82, ARP 63, PGC 27534) —  спиральная галактика в созвездии Льва. Открыта Иоганном Пализой в 1886 году.
Совместно с NGC 2944 и PGC 1990710, образует тройную группу взаимодействующих галактик Arp 63. Арп в Атласе пекулярных галактик использует группу как пример спиральной галактики, имеющей ярко светящиеся спутники. Галактики находятся на расстоянии около 315 миллионов световых лет от Млечного Пути, что, даже если бы их взаимодействие не было бы видным, заставило бы предположить их неизбежное физическое взаимодействие.
Этот объект не входит в число перечисленных в оригинальной редакции «Нового общего каталога» и был добавлен позднее.